# Karani, Sagar
Karani là một làng thuộc tehsil Sagar, huyện Shimoga, bang Karnataka, Ấn Độ.